# رشته‌کوه آکادمی علوم
رشته‌کوه آکادمی علوم (به تاجیکی: Qatorkuhi Akademiyai Fanho) (به روسی: Хребет Академии Наук)، رشته کوهی در پامیر باختری در کشور تاجیکستان است. این رشته کوه در سوی نصف‌النهاری کشیده شده و هستهٔ سیستم کوهستانی پامیر انگاشته می‌شود.
بلندترین قله این رشته کوه قله اسماعیل سامانی است که پیشتر بلندترین قله در کشور اتحاد جماهیر شوروی سابق نیز بود. درازای رشته کوه آکادمی علوم نزدیک به ۱۱۰ کیلومتر است. تاج رشته کوه ناهمواری‌های آلپ مانندی دارد و ۲۴ قله با بلندای بیشتر از ۶٬۰۰۰ متر را در خود جای داده است. پایین‌ترین نقطه زینی این کوهستان، کامالویاک (Камалояк) است که در بلندای ۴٬۳۴۰ متری جای دارد.
بیشتر این رشته کوه از سنگ‌های رسوبی و سنگ‌های دگرگونی متعلق به دوره دیرینه‌زیستی و در برخی جاها از سنگ خارا ساخته شده است. سطح آن از برف‌های همیشگی‌ای پوشیده شده که خوراک شمار زیادی از یخچال‌های طبیعی را فراهم می‌کند. مساحت این یخچال‌ها چیزی نزدیک به ۱٬۵۰۰ کیلومترمربع است.
نیکلای کرژنوسکی، جغرافی‌دان روس و جستجوگر پامیر، در سال ۱۹۲۷ این رشته‌کوه را یافت و آن را به نام آکادمی علوم روسیه نام‌گذاری کرد.